# Dozorne (Bilohirsk)
|  | Per a altres significats, vegeu «Dozorne». |

Dozorne (en ucraïnès: Дозорне, rus: Дозорное, Dozórnoie) és un poble de la República Autònoma de Crimea, a Ucraïna, que el 2014 tenia 126 habitants. Pertany al districte de Bilohirsk.